# August 2019
Acest articol este generat integral pe baza informațiilor din articolul 2019 și este actualizat periodic de un robot.
 Editările făcute în articol vor fi șterse la următoarea actualizare! Dacă doriți să faceți modificări, editați articolul-sursă.

ianuarie -
februarie -
martie -
aprilie -
mai -
iunie -
iulie -
august -
septembrie -
octombrie -
noiembrie -
decembrie
August 2019 a fost a opta lună a anului și a început într-o zi de joi.

## Evenimente

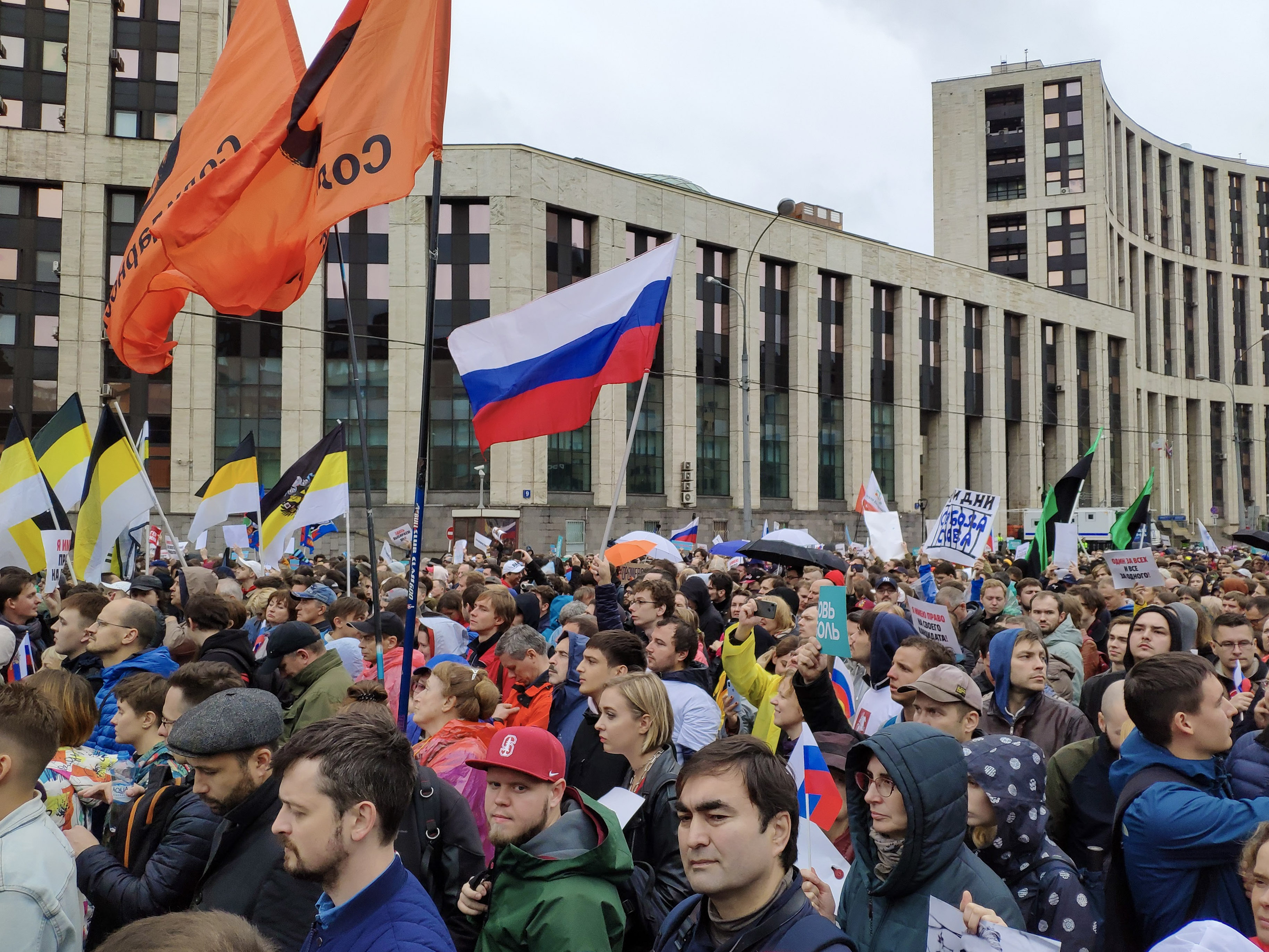
10 august: Peste 50.000 de oameni s-au adunat la protestele de la Moscova împotriva autorităților ruse care împiedică mai mulți candidați din opoziție să candideze la alegerile locale din septembrie.

- 2 august: Viorica Dăncilă o demite pe Ecaterina Andronescu din funcția de ministru al educației, în urma comentariilor sale într-un interviu televizat despre adolescenta ucisă în Cazul de la Caracal, spunând „eu am învățat de acasă să nu mă urc cu străini în mașină”.[1]
- 3 august: Cel puțin 20 de persoane sunt ucise și alte 26 sunt rănite în atentatul din El Paso, Texas. Suspectul principal, un tânăr de 21 de ani, a fost arestat. Înainte de atentat, tânărul a lansat online un manifest intitulat "Adevărul incomod", în care a citat ca motive pentru atentat: „invazie hispanică a Texasului” și „apăr pur și simplu țara mea de înlocuirea etnică și culturală”. Cazul este cercetat ca terorism intern.[2]
- 3 august: Câteva sute de persoane au fost reținute de poliția rusă la protestele neautorizate de la Moscova. Protestele s-au produs deoarece mai mulți candidați ai opoziției au fost descalificați de la candidatura la viitoarele alegeri legislative ale orașului Moscova.[3]
- 5 august: Guvernul federal al Indiei a anunță că va revoca statutul special constituțional al regiunii Kashmirul indian și că intenționează să restructureze teritoriul disputat.

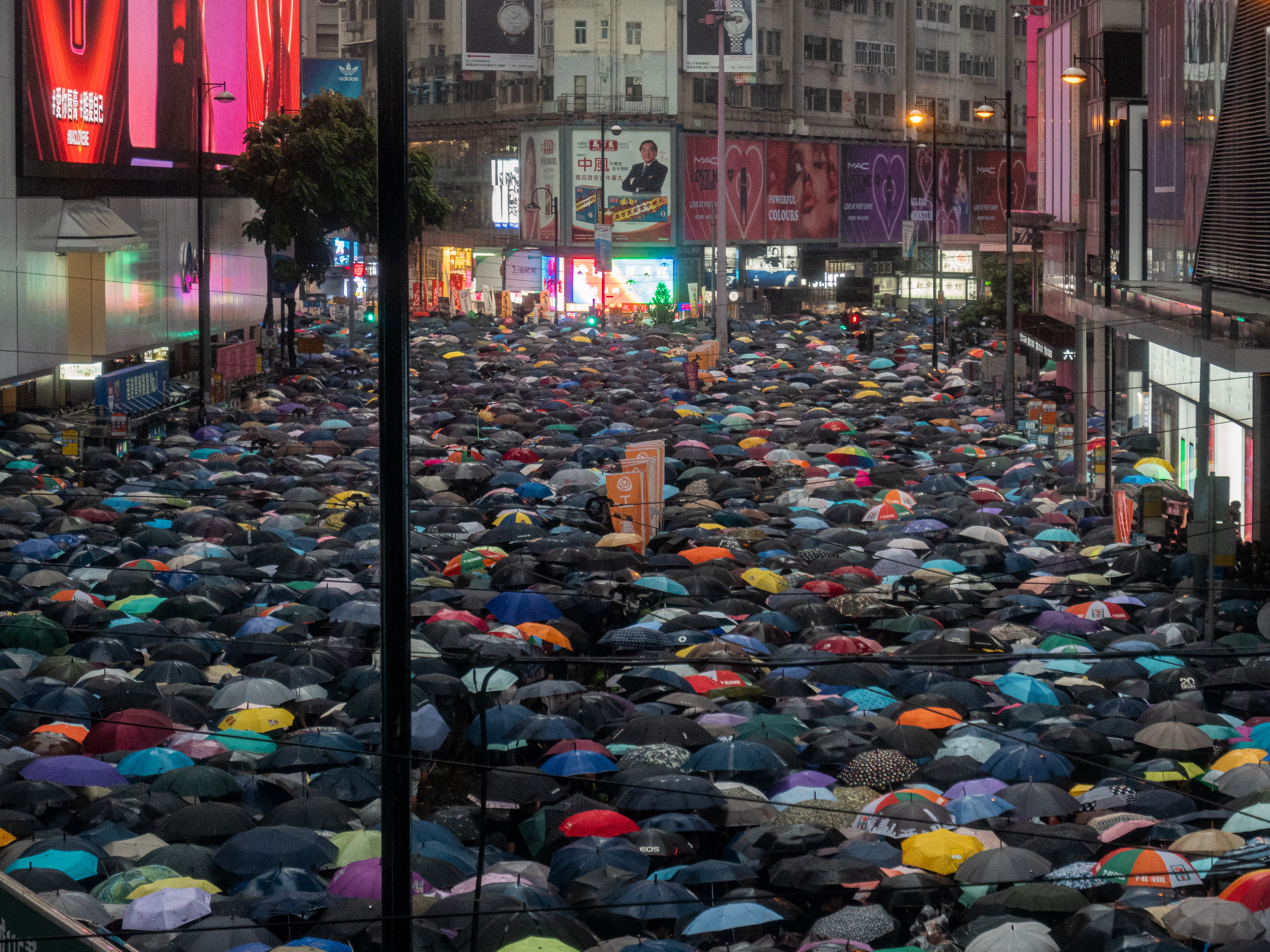
18 august: Sute de mii de manifestanți pro-democrație (organizatorii susțin că cel puțin 1,7 milioane de oameni) au participat la un miting pașnic pe străzile din Hong Kong în ciuda amenințărilor din partea Beijingului. Protestele s-au declanșat după ce Adunarea Legislativă locală a adoptat un act normativ care ar fi permis extrădarea infractorilor către China continentală. Legea a fost suspendată însă protestele s-au extins cerându-se retragerea completă a proiectului de lege de extrădare din procesul legislativ (și nu doar suspendare).

- 6 august: Președintele american Donald Trump a semnat un ordin executiv de înghețare a tuturor bunurilor guvernului venezuelean de pe teritoriul Statelor Unite "din cauza continuării uzurpării puterii de către regimul ilegitim al lui Nicolas Marudo". Au fost emise douăzeci și una de excepții pentru companiile care furnizează servicii, inclusiv petrol, ajutor și telecomunicații.[5]
- 7 august: Prim-ministrul pakistanez, Imran Khan, promite să lupte împotriva deciziei unilaterale a Indiei de a revoca autonomia Kashmirului administrat de India, inclusiv în Adunarea Generală a Națiunilor Unite și Consiliul de Securitate. Domnul Khan a declarat că această acțiune este o încălcare a dreptului internațional, adăugând că se teme de posibilitatea curățării etnice în regiunea cu majoritate musulmană.[6] China, care administrează teritoriile Kashmirului din Aksai Chin și Valea Shaksgam, își exprimă opoziția față de această mișcare indiană „inacceptabilă” și, împreună cu Turcia, își reafirmă sprijinul pentru o rezoluție pașnică. [7] [8]
- 7 august: Guvernul chinez avertizează că manifestanții din Hong Kong vor fi pedepsiți pentru “acțiuni criminale” și nu a exclus intervenția forțelor militare chineze pentru a suprima demonstrațiile anti-guvernamentale.[9]
- 8 august: Fostul președinte al Kîrgîzstanului, Almazbek Atambaev, a fost arestat de forțele speciale, după ce cu o zi mai înainte, încercarea de arest s-a soldat cu eșec și cu confruntări între forțele de ordine și susținătorii lui Atambaev, o persoană fiind ucisă. Atambaev a fost inculpat pentru corupție.[10][11]
- 8 august: O explozie a avut loc la o bază de lansare a rachetelor în regiunea Arhanghelsk (nord-vestul Rusiei), în timpul testării unui motor de rachetă pe bază de combustibil lichid. Deflagrația a fost  urmată de un incendiu.  Accidentul ucide doi membri ai armatei și cinci angajați ai Agenției Rosatom. Administrația orașului determină, după accident, o scurtă creștere a radiațiilor radioactive.[12]
- 8 august: Matteo Salvini, viceprim-ministrul italian, anunță prăbușirea guvernului de coaliție cu Mișcarea Cinci Stele, deschizând posibilitatea organizării unei alegeri rapide.[13]
- 9 august: Vicepremierul Italiei, Matteo Salvini, prezintă un vot de neîncredere împotriva premierului Giuseppe Conte.[14]
- 10 august: Peste 50.000 de oameni s-au adunat la protestele de la Moscova împotriva autorităților ruse care împiedică mai mulți candidați din opoziție să candideze la alegerile locale din septembrie.[15]

- 15 august: China a concentrat forțe de ordine la câțiva kilometri de frontiera Regiunii Administrative Speciale Hong Kong în contextul a două luni de proteste la Hong Kong împotriva executivului pro-Beijing.
- 18 august: Sute de mii de manifestanți pro-democrație (organizatorii susțin că cel puțin 1,7 milioane de oameni) au participat la un miting pașnic pe străzile din Hong Kong în ciuda amenințărilor din partea Beijingului. Protestele s-au declanșat după ce Adunarea Legislativă locală a adoptat un act normativ care ar fi permis extrădarea infractorilor către China continentală. Legea a fost suspendată însă protestele s-au extins cerându-se retragerea completă a proiectului de lege de extrădare din procesul legislativ (și nu doar suspendare).[4]
- 19 august: După cincisprezece zile de incendii puternice în Pădurea Amazoniană din Rondônia, nori groși de fum acoperă orașul brazilian São Paulo lăsându-l în întuneric. Luminile stradale trebuie aprinse în oraș în jurul orei 14:00. Incendiile, suspectate a fi intenționate, ard încă pădurea.[16]
- 20 august: Primul ministru italian Giuseppe Conte demisionează. El îl critică pe vicepremierul Matteo Salvini, acuzându-l că a denunțat coaliția de guvernare pentru câștig personal și politic. Președintele Italiei, Sergio Mattarella, acceptă demisia lui Conte și anunță că va începe consultări cu liderii de partid. [17]
- 20 august: Președintele Klaus Iohannis este primit la Casa Albă de președintele american Donald Trump. Este pentru a doua oară, după întâlnirea din iunie 2017, când cei doi președinți au o întrevedere la Casa Albă. Discuții despre întărirea și dezvoltarea Parteneriatului strategic dintre România și SUA, securitatea energetică și programul Visa Waiver.[18]
- 26 august: Delegația Permanentă a ALDE a votat ieșirea partidului de la guvernare și susținerea candidaturii lui Mircea Diaconu la alegerile prezidențiale din 10 noiembrie.
- 27 august: Râul Lena a ajuns la nivelul minim de 2,5 m. În capitala regională Iakutsk, apa a scăzut atât de brusc încât sute de nave de marfă și bărci mai mici au rămas înfundate în nisip.
- 28 august: Primul ministru britanic Boris Johnson cere reginei Elisabeta a II-a să suspende Parlamentul până la 14 octombrie. În urma precedentului, monarhul constituțional aprobă cererea.[19][20]
- 28 august: Arheologii din Huanchaco, Peru au descoperit 227 de seturi de resturi umane cu vârste cuprinse între cinci și paisprezece ani și se crede că au fost sacrificate acum 500 de ani. Descoperirea este cea mai mare jertfă de copii cunoscută din istorie.[21]

## Decese
- 1 august: Puși Dinulescu (n. Dumitru Dinulescu), 76 ani, dramaturg, regizor de film, teatru și televiziune, prozator, poet și polemist român (n. 1942)
- 3 august: Cătălina Buzoianu, 81 ani, regizoare română de teatru (n. 1938)
- 3 august: Nicolai Kardașev, 87 ani, astrofizician rus (Supercivilizație), (n. 1932)
- 4 august: Andrea Fraunschiel, 64 ani, politiciană austriacă (n. 1955)
- 5 august: Nicolae Leonăchescu, 85 ani, profesor universitar, doctor inginer în termotehnică și deputat român (n. 1934)
- 5 august: Toni Morrison (n.Chloe Ardelia Wofford), 88 ani, autoare, editoare și profesoară universitară americană, laureată al Premiului Nobel (1993), (n. 1931)
- 7 august: Kary Mullis, 74 ani. biochimist american, laureat al Premiului Nobel (1993), (n. 1944)
- 7 august: Fabio Zerpa, 90 ani, actor, parapsiholog și ufolog uruguayam (n. 1928)
- 8 august: Ernie Colón, 88 ani, artist plastic american, creator de benzi desenate (n. 1931)
- 10 august: Jeffrey Epstein, 66 ani, om de afaceri, miliardar și filantrop american (n. 1953)
- 10 august: J. Neil Schulman, 66 ani,  scriitor american (n. 1953)
- 11 august: Bettina Schuller, 90 ani,  scriitoare de limba germană și traducătoare, originară din Transilvania, România (n. 1929)
- 12 august: Florin Halagian (Florin Vaschen Halagian), 80 ani, fotbalist și antrenor român (n. 1939)
- 16 august: Peter Fonda (Peter Henry Fonda), 79 ani, actor, scenarist, producător și regizor de film, american (n. 1940)
- 17 august: Zsolt Török, 45 ani, alpinist român (n. 1973)
- 18 august: Helmuth Froschauer, 85 ani, dirijor austriac (n. 1933)
- 19 august: Ghenadie Nicu, 56 ani, scriitor și jurnalist român din Republica Moldova (n. 1963)
- 20 august: Teodor Vârgolici, 89 ani, critic literar român (n. 1930)
- 22 august: Florin Costinescu, 81 ani, poet și scriitor român (n. 1938)
- 22 august: Vasile Micu, 81 ani, agronom, specialist în genetică aplicată și agroecologie, membru titular al Academiei de Științe a Republicii Moldova (n. 1938)
- 23 august: Luigi Arialdo Radicati di Brozolo, 99 ani, fizician teoretician italian (n. 1919)
- 26 august: Dumitru Pletos, 89 ani, general român (n. 1929)
- 29 august: Vasile Parizescu, 93 ani, artist plastic și colecționar de artă român (n. 1925)
- 30 august: Franco Columbu, 78 ani, culturist italian (n. 1941)
- 30 august: Melisa Michaels, 73 ani, scriitoare americană (n. 1946)
- 31 august: Immanuel Wallerstein, 88 ani, politolog, istoriograf și sociolog american (n. 1930)
- 31 august: Zbigniew Zaleski, 72 ani, om politic polonez, membru al Parlamentului European (2004-2009), (n. 1947)